# Caspiomyzon
Caspiomyzon is een geslacht van kaakloze vissen uit de  familie van de prikken (Petromyzontidae).

## Soorten
- Caspiomyzon graecus (Renaud & Economidis, 2010)
- Caspiomyzon hellenicus (Vladykov, Renaud, Kott & Economidis, 1982)
- Caspiomyzon wagneri (Kessler, 1870)